# Kæmpetønden i Dürkheim
Kæmpetønden i Dürkheim (tysk: Dürkheimer Riesenfass) er en seværdighed i den sydtyske by Bad Dürkheim (Rheinland-Pfalz). Kæmpetønden har en diameter på 13,5 meter og en volumen på ca. 1700 m³ (1,7 millioner liter) og er verdens største vinfad. Den bruges dog ikke til vin, men rummer en restaurant.

## Beliggenhed
Kæmpetønden står nordøst for den gamle by ved floden Isenach på vestkanten af engen "Brühlwiese" på 45.000 m². På denne eng afholdes hvert år i 2. og 3. weekend i september markedet Dürkheimer Wurstmarkt, som har over 600.000 besøgende og regnes for verdens største vinfest. Tilkørsel til tønden og markedet sker fra Bundesstraße 37.

## Historie
Tønden blev bygget i 1934 af Fritz Keller, en lokal vindyrker og bødker. Den er bygget på traditionel vis, men er overdimensioneret. Til byggeriet medgik næsten 200 grantræer op mod 40 meter høje. Der blev brugt et træ til hver tøndestav, som er 15 meter lang og 15 cm tyk. I alt blev mere end 200 m³ træ forarbejdet.. Træet blev skåret og leveret af savværket Krauth & Co. iRotenbach i Enztal.
Før bygningen af kæmpetønden i Dürkheim var verdens største vinfad det store vinfad på Heidelberg Slot, som er 9 meter langt, 7 meter i diamter og rummer 221.726 liter. Dette fad har faktisk været brugt til opbevaring af vin.

## Indretning
Kæmpetønden i Dürkheim bærer på den bund, der vender mod øst, påskriften „Dürkheimer Riesenfaß“ efter gammel tysk retskrivning. Indvendigt er den indrettet som vinstue. Der kan være knap 430 gæster i to etager. På grund af det store antal besøgende blev der i 1958 tilbygget den såkaldte „Bütt“, en ligeledes overdimensioneret "balje", som passer i stilen til tønden og kan rumme ca. 120 gæster. Beværtningen finder normalt næsten udelukkende sted i "baljen"; selve tønden er kun tilgængelig for gæster under markedet og for store grupper efter forudgående reservation. 
- foto fra transportabelt observationstårn "City Skyliner" på markedet 2016
- Kro i stueetagen
- # sal
- I profil